# Atelopus tamaense
Atelopus tamaense is een kikker uit de familie padden (Bufonidae) en het geslacht klompvoetkikkers (Atelopus). De soort werd voor het eerst wetenschappelijk beschreven door Enrique La Marca, Juan Elías García-Pérez en Juan Manuel Renjifo in 1990. Omdat de soort pas sinds recentelijk is beschreven wordt de kikker in veel literatuur nog niet vermeld.
Atelopus tamaense leeft in delen van Zuid-Amerika en komt voor in de landen Colombia en Venezuela. De kikker is bekend van een hoogte van 2950 tot 3200 meter boven zeeniveau. De soort komt in een relatief klein gebied voor en is hierdoor kwetsbaar. Door de internationale natuurbeschermingsorganisatie IUCN wordt de soort beschouwd als 'Kritiek'.
Atelopus tamaense komt voor in bemoste delen van gebieden met páramo.<